# Rete tranviaria dell'Île-de-France
La rete tranviaria dell'Île-de-France (in francese Tramway d'Île-de-France) è un insieme di 14 linee tranviarie, in parte interconnesse, che servono la banlieue parigina.
Delle linee che compongono la rete, 11 sono esercite dalla RATP, mentre la T4, ricavata dalla conversione di una linea ferroviaria, è gestita dalla SNCF.
Le linee T5 e T6 adottano la tecnologia Translohr, tutte le altre sono linee tradizionali; le linee T4, T11, T12 e T13 sono "tram-treno".

## Storia
Dal 1855 al 1938 Parigi fu servita da un'estesa rete tranviaria che precedette la metropolitana di circa mezzo secolo. L'ultima di queste linee di prima generazione fu chiusa nel 1938.
In origine trainati da cavalli i tram di Parigi utilizzarono il motore a vapore e in seguito anche i motori pneumatici ed elettrici.
La funicolare che operò a Belleville dal 1891 al 1924 è talvolta erroneamente considerata come una di queste tranvie.
La prima delle nuove linee di nuova generazione di Parigi, la linea T1 fu inaugurata nel 1992, mentre la linea T2 aprì nel 1997, la T4 il 18 novembre 2006, la linea T3a il 16 dicembre 2006 e la linea T3b il 15 dicembre 2012.

Il 29 luglio 2013 viene aperta la T5, prima ad utilizzare tram su gomma (Translohr), mentre il 16 novembre dello stesso anno viene aperta la linea T7. Il 16 dicembre 2014 viene aperta la linea T6 e la linea T8. Il 1º luglio 2017 viene aperta la linea T11. Il 10 aprile 2021 viene aperta la linea T9. Il 6 luglio 2022 viene attivata la linea T13.
Sono in realizzazione altre 2 linee, le cui aperture sono previste tra il 2022 e il 2023.

## Rete
La rete consta di dodici linee, una delle quali suddivisa in due tronconi indipendenti.
| Linea | Percorso                                                                 | Inaugurazione | Lunghezza | Stazioni | Materiale      | Casse | Quantità | Passeggeri in milioni |
| ----- | ------------------------------------------------------------------------ | ------------- | --------- | -------- | -------------- | ----- | -------- | --------------------- |
|       | Asnières - Gennevilliers - Les Courtilles ↔ Noisy-le-Sec                 | 1992          | 17 km     | 36       | Alstom TFS     | 2     | 35       | 29,3                  |
|       | Pont de Bezons ↔ Porte de Versailles                                     | 1997          | 17,9 km   | 24       | Citadis 302    | 5     | 60       | 19,9                  |
|       | Pont du Garigliano ↔ Porte de Vincennes                                  | 2006          | 12,4 km   | 25       | Citadis 402    | 7     | 21       | 25                    |
|       | Porte de Vincennes ↔ Porte d'Asnières                                    | 2012          | 14,3 km   | 26       | Citadis 402    | 7     | 25       |                       |
|       | Aulnay-sous-Bois ↔ Bondy / Hôpital de Montfermeil                        | 2006          | 13,3 km   | 20       | U 25500 / S70  | 5     | 15       | 10,6                  |
|       | Marché de Saint-Denis ↔ Garges - Sarcelles                               | 2013          | 6,6 km    | 16       | Translohr STE3 | 3     | 15       |                       |
|       | Châtillon - Montrouge ↔ Viroflay-Rive-Droite                             | 2014          | 14 km     | 21       | Translohr STE6 | 6     | 21       |                       |
|       | Villejuif - Louis Aragon ↔ Porte de l'Essonne                            | 2013          | 11,2 km   | 18       | Citadis 302    | 5     | 19       |                       |
|       | Saint-Denis –Porte de Paris ↔ Villetaneuse-Université / Épinay-sur-Seine | 2014          | 8,5 km    | 17       | Citadis 302    | 5     | 20       |                       |
|       | Porte de Choisy ↔ Orly                                                   | 2021          | 10,3 km   | 19       | Citadis X05    | 7     | 23       |                       |
|       | Épinay-sur-Seine ↔ Le Bourget                                            | 2017          | 11 km     | 7        | Citadis Dualis | 4     | 15       |                       |
|       | Saint-Germain-en-Laye ↔ Saint-Cyr                                        | 2022          | 8,2 km    | 14       | Citadis Dualis | 4     | 10       |                       |

## Linee

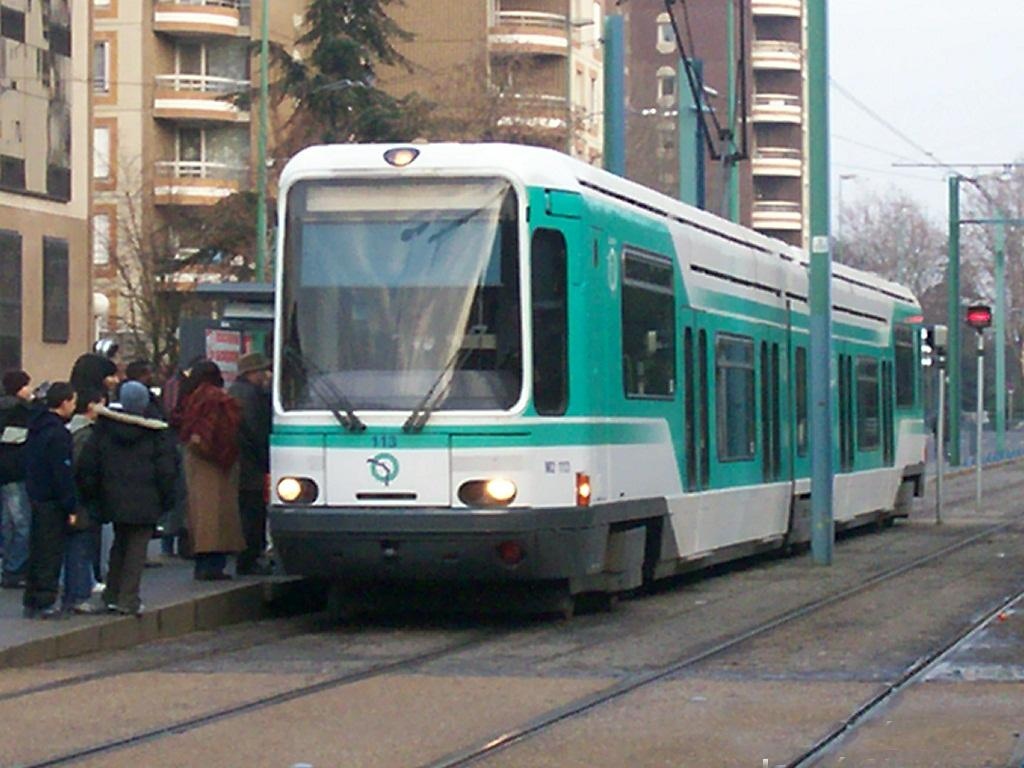
Linea T1

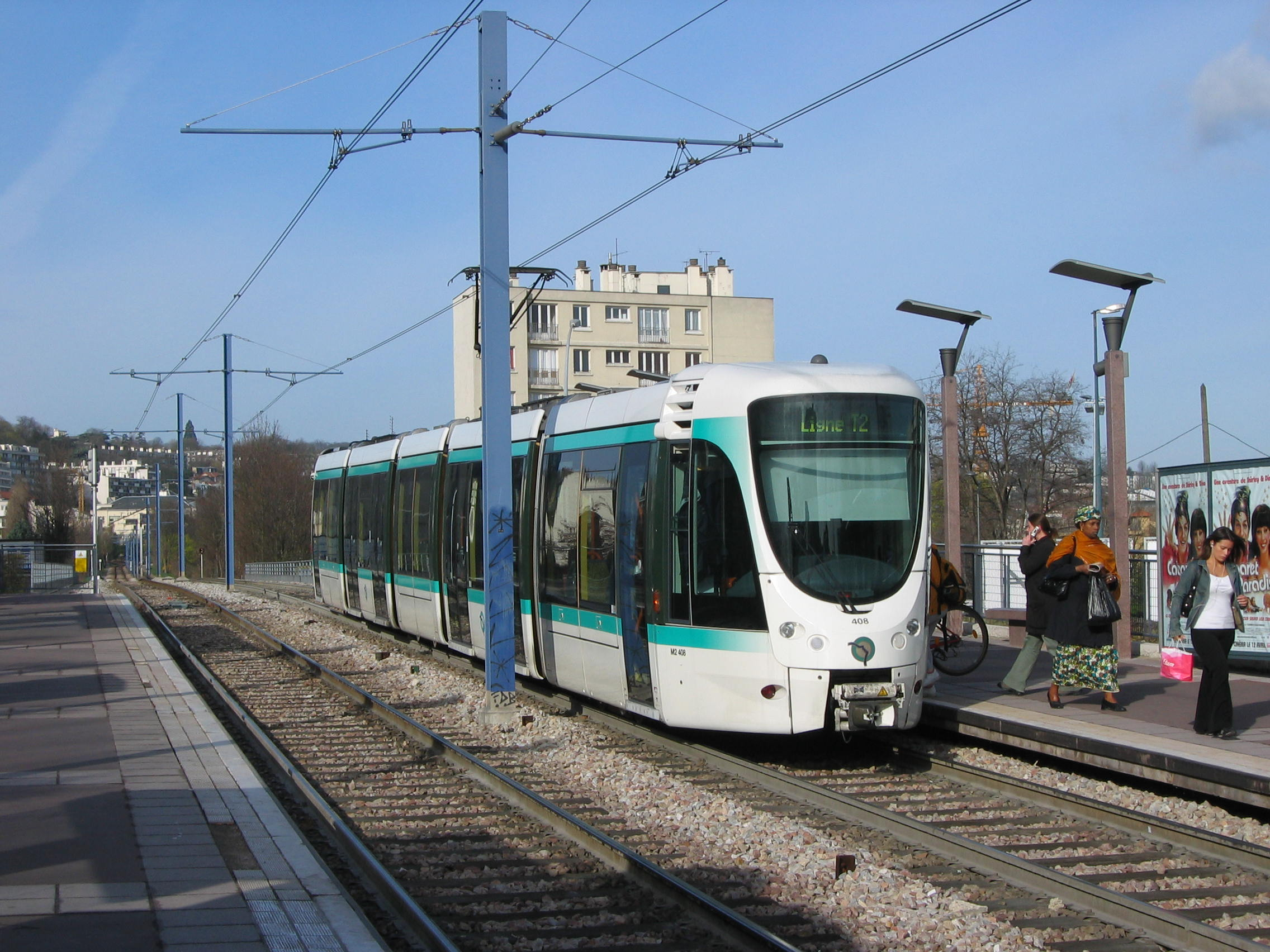
Linea T2

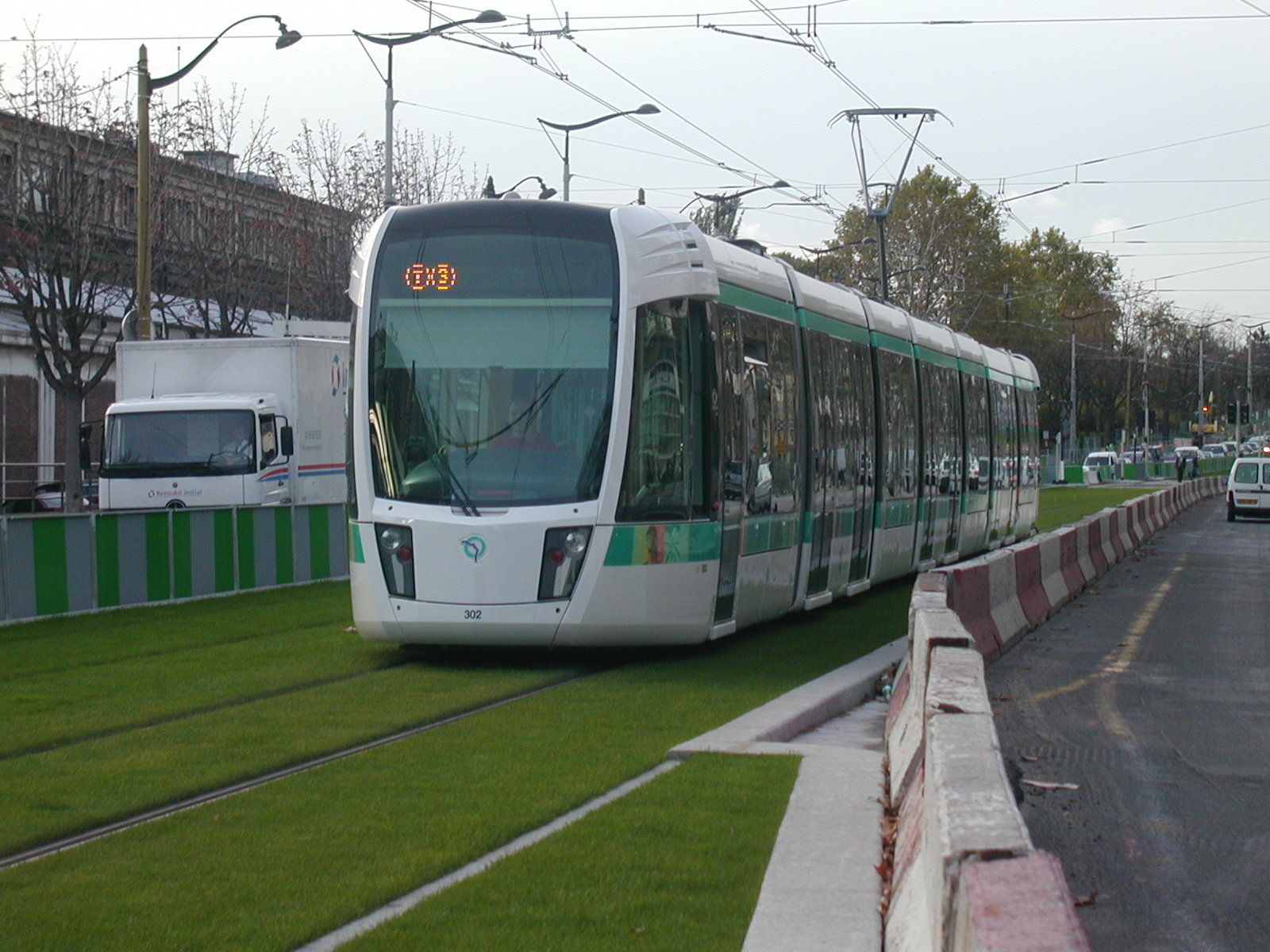
Linea T3

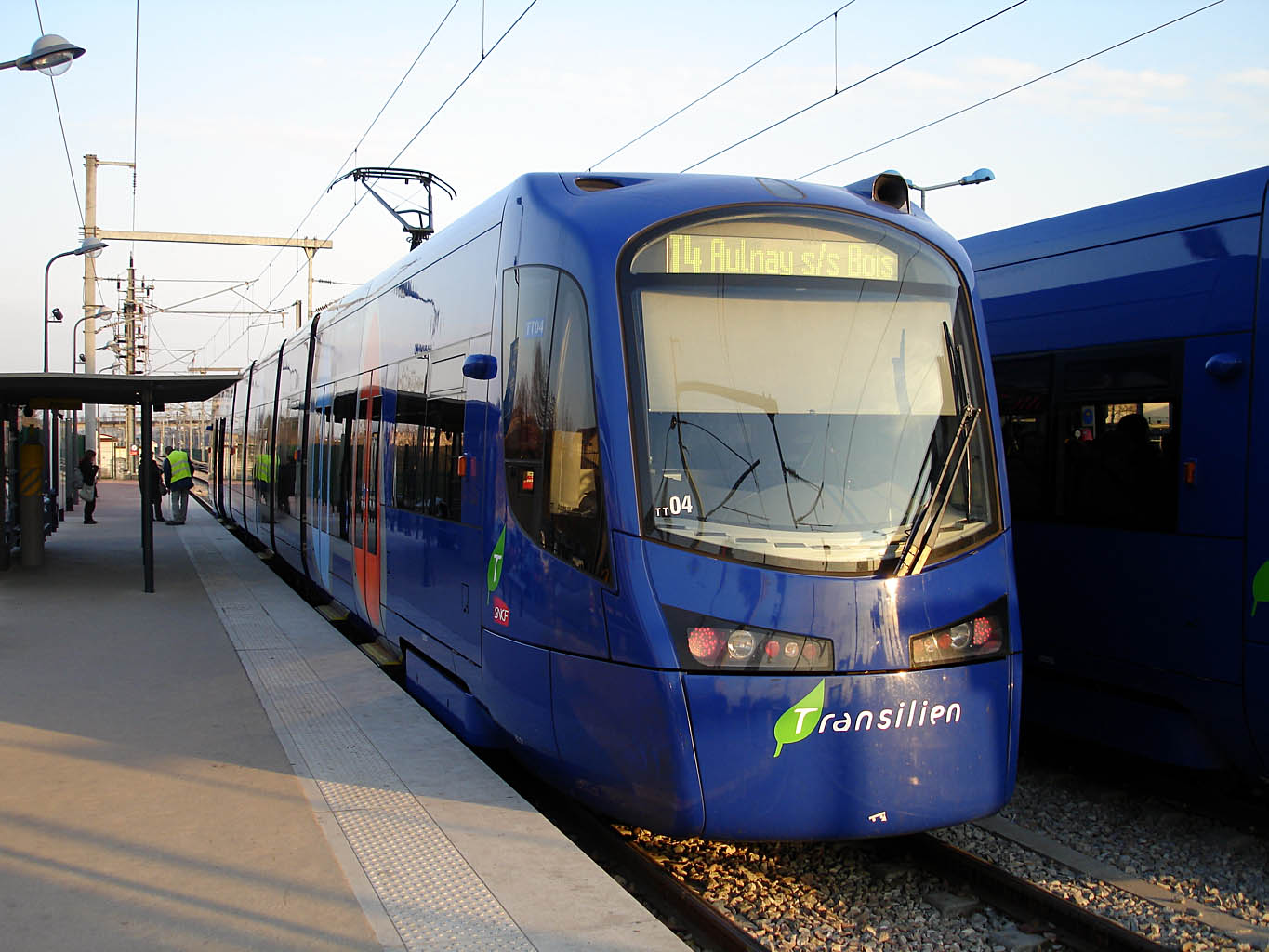
Linea T4

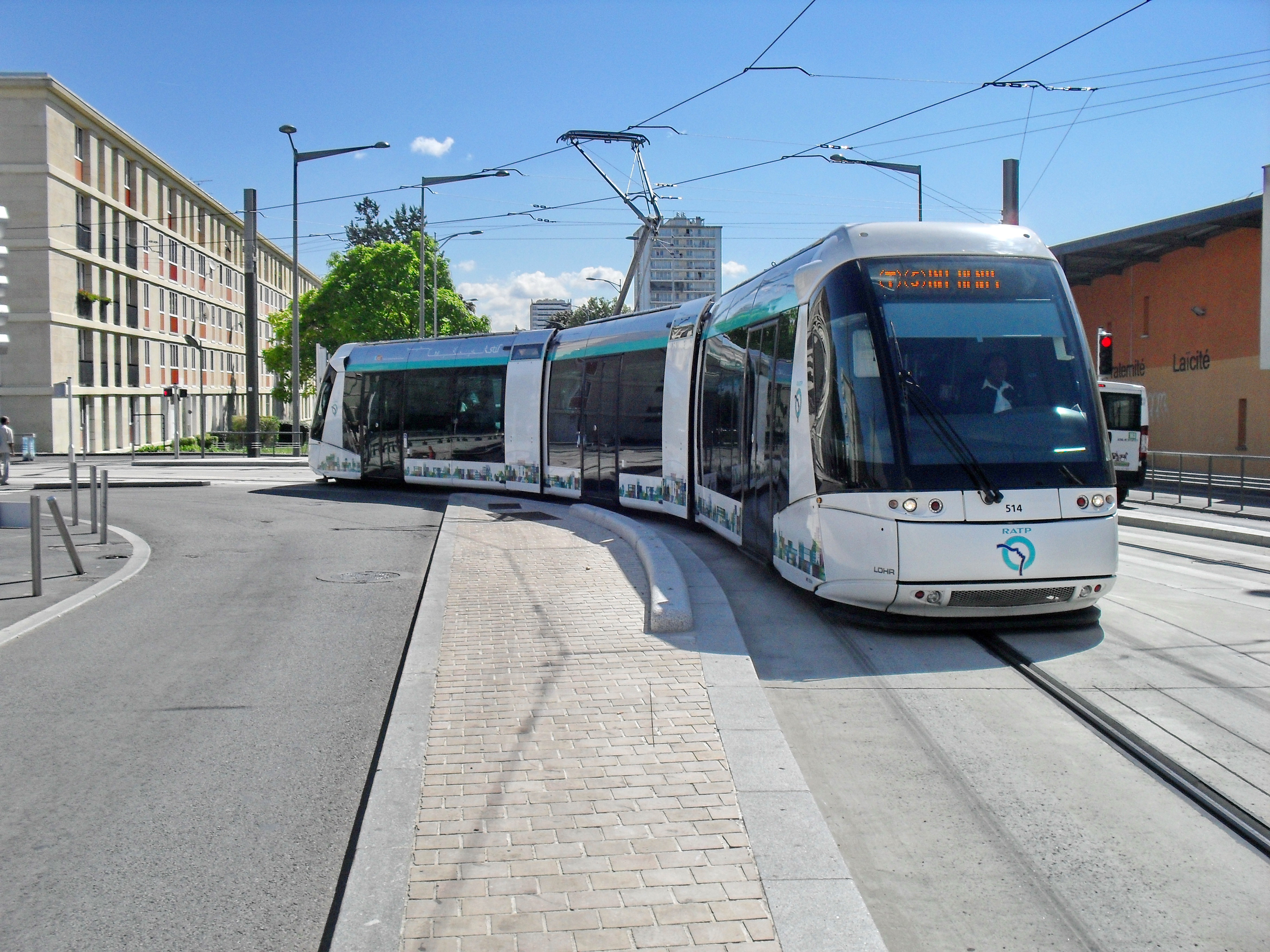
Linea T5

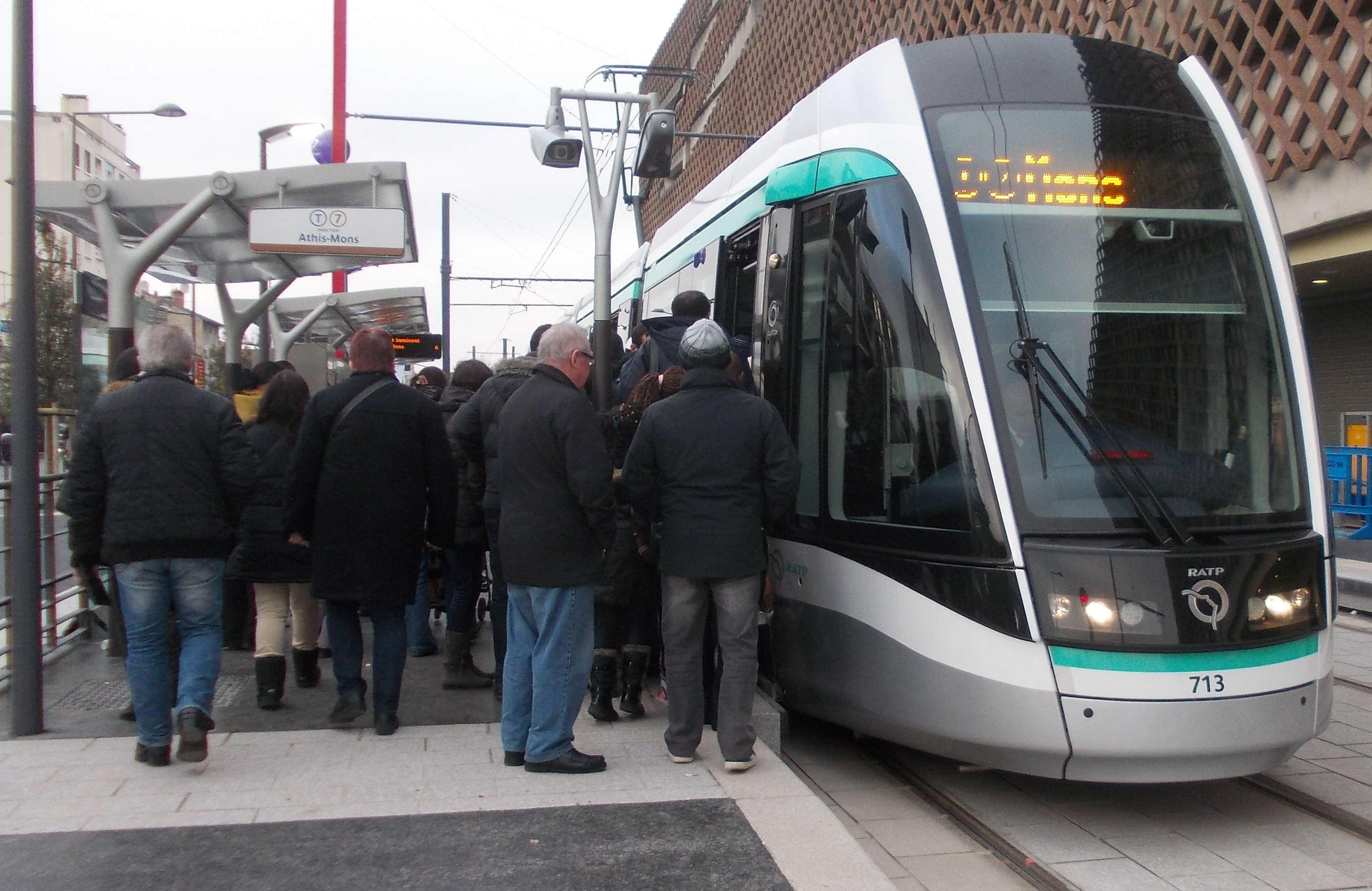
Linea T7

### T1
La linea T1 collega Asnières e Gennevilliers con Noisy-le-Sec, parallelamente al confine settentrionale di Parigi. Fu aperta nel 1992, e l'estensione verso Noisy-le-Sec fu completata solo nel dicembre 2003. È anche in progetto un allungamento della linea verso Nanterre. Ugualmente in progetto è l'estensione verso est per Montreuil e infine per la stazione RER Val de Fontenay.

### T2
La linea T2 (Trans Val-de-Seine) collega La Défense con Issy-les-Moulineaux, ad ovest di Parigi. Fu aperta nel 1997, principalmente su un percorso della SNCF convertito.
Per via del grande flusso di viaggiatori su tale linea (65.000 persone al giorno), i tram furono allungati nel 2005, incrementando la capacità di ogni veicolo fino a 440 passeggeri.
La linea è stata prolungata nel 2009 verso est fino a Porte de Versailles e nel 2012 verso nord fino a Pont de Bezons.
Il 21 novembre 2009 è stata inaugurata l'estensione Porte de Versailles - Issy Val de Seine.

### T3a
Inaugurata il 16 dicembre 2006, la linea T3 è la prima tranvia moderna di Parigi. È anche conosciuta come Tramway des Maréchaux in quanto segue i viali che furono costruiti sulla via delle fortificazioni di Thiers intorno a Parigi (1841—1845), che prendono il nome da diversi marescialli (maréchaux) di Napoleone. Collega la stazione di Boulevard Victor - Pont du Garigliano RER, nella parte occidentale del XV arrondissement con la stazione Porte d'Ivry, nel XIII arrondissement.
La linea trasporta circa 100 000 persone al giorno. Le estensioni in progetto comprendono un collegamento a Porte de Charenton nel 2011 e infine Porte de la Chapelle.
A fine del 2012 è stato completato un prolungamento della T3 fino a Porte de Vincennes ed è stato aperto un secondo troncone da Porte de Vincennes a Porte de la Chapelle, quest'ultima parte è stata chiamata linea T3b, mentre la prima parte è stata rinominata linea T3a.

### T3b
Prolungamento della linea 3, diventata in seguito 3a, da Porte de Vincennes a Porte de la Chapelle aperta il 15 dicembre 2012.

### T4
La linea T4 è un tram-treno che opera su parte delle linee SNCF, collegando la stazione RER Bondy con Aulnay-sous-Bois. Fu aperta il 18 novembre 2006. Diversamente dagli altri tram dell'Île-de-France, la T4 è gestita da SNCF. Nuova branca verso Clichy-Montfermeil.

### T5
La linea T5 è un tram su gomma (Translohr) che è stato aperto nel luglio del 2013. Collega Saint-Denis a Sarcelles.

### T6
Tranvia Châtillon–Montrouge-Viroflay Rive Droite. È stata attivata nel dicembre 2016.

### T7
La linea T7 è una linea radiale che collega Villejuif ad Athis-Mons. È stata attivata nel novembre 2013.

### T8
Tranvia Saint-Denis–Porte de Paris-Villetaneuse-Université/Épinay-sur-Seine. È stata attivata nel dicembre 2016.

### T9
Tranvia Porte de Choisy-Orly Ville. È stata attivata nell'aprile 2021.

### T11
Tranvia rapida (ex "Tangentielle Nord") da Épinay-sur-Seine a Le Bourget; in futuro da Sartrouville a Noisy-le-Sec. È stata attivata nel luglio 2017.

### T13
Tranvia rapida (ex "Tangentielle Ouest") da Saint-Cyr a Achères.  È stata attivata nel luglio 2022.

## Linee in progetto
| Linea | Percorso                               | Inaugurazione | Lunghezza | Stazioni | Materiale      | Convogli per ramo | Rami |
| ----- | -------------------------------------- | ------------- | --------- | -------- | -------------- | ----------------- | ---- |
|       | Croix de Berny ↔ Place du Garde        | 2023          | 8,2 km    | 14       | Citadis X05    | 7                 | 14   |
|       | Massy - Palaiseau ↔ Évry-Courcouronnes | 2022          | 20 km     | 16       | Citadis Dualis | 4                 | 21   |

### T10
Tranvia Antony-Clamart

### T12
Tranvia rapida (ex "Tram-train Massy - Évry") da Massy-Palaiseau a Évry-Courcouronnes

## Progetti abbandonati
Il Tramway Meudon - Boulogne - Saint-Cloud, una linea che doveva collegare Meudon a Boulogne-Billancourt nei quartieri occidentali e sud-occidentali alle metro 9 e 10, oltre che alla T2; il progetto è stato abbandonato nel 2009.

## Estensioni delle linee

### T1 verso ovest e est
- prolungamento fino a Colombes a ovest
- prolungamento fino a Val de Fontenay a est

### T2 a Sartrouville
- prolungamento fino a Sartrouville